# Lamar Hunt U.S. Open Cup de 2014
A Lamar Hunt U.S. Open Cup de 2014 foi a 101ª temporada da competição futebolística mais antiga dos Estados Unidos. D.C. United entra na competição defendendo o título.
O campeão da competição foi o Seattle Sounders FC, conquistando seu quarto título. A premiação para o campeão foi de 250.000 dóares, e o vice, Philadelphia Union, recebeu 60.000 dólares.

## Participantes
| Entram na Primeira Fase | Entram na Segunda Fase | Entram na Segunda Fase | Entram na Terceira Fase | Entram na Terceira Fase |
| NPSL/USL PDL/USCS/USASA/USSSA 5 times/5 times/1 time/4 times/1 time | NPSL/USL PDL/USASA/USL Pro 6 times/14 times/6 times/14 times | NPSL/USL PDL/USASA/USL Pro 6 times/14 times/6 times/14 times | NASL 8 times | MLS 16 times |
| NPSL - CD Aguiluchos - Detroit City FC - FC Sonic Lehigh Valley - New York Red Bulls U-23 - San Diego Flash USL PDL - Los Angeles Misioneros - GPS Portland Phoenix - Ventura County Fusion - Vermont Voltage - Western Mass Pioneers US Club Soccer - Corinthians USA USASA - Mass Premier Soccer - PSA Elite - Red Force FC - RWB Adria USSSA - Colorado Rovers | NPSL - Brooklyn Italians - Chattanooga FC - GBFC Thunder - Jacksonville United - RVA FC - Tulsa Athletic USL PDL - Austin Aztex - Baltimore Bohemians - Carolina Dynamo - Fresno Fuego - Jersey Express - Laredo Heat - Michigan Bucks - Ocala Stampede - Ocean City Nor'easters - Orlando City U-23 - Panama City Beach Pirates - Portland Timbers U23s - Reading United - Real Colorado Foxes | USASA - Cal FC - Des Moines Menace - Greek American AA - Icon FC - NTX Rayados - FC Schwaben AC USL Pro - Arizona United SC - Charleston Battery - Charlotte Eagles - Dayton Dutch Lions - Harrisburg City Islanders - LA Galaxy II - Oklahoma City Energy FC - Orange County Blues FC - Orlando City - Pittsburgh Riverhounds - Richmond Kickers - Rochester Rhinos - Sacramento Republic FC - Wilmington Hammerheads FC | - Atlanta Silverbacks - Carolina RailHawks - Fort Lauderdale Strikers - Indy Eleven - Minnesota United FC - New York Cosmos - San Antonio Scorpions - Tampa Bay Rowdies | - Chicago Fire - Chivas USA - Colorado Rapids - Columbus Crew - FC Dallas - D.C. United - Houston Dynamo - Los Angeles Galaxy - New England Revolution - New York Red Bulls - Philadelphia Union - Portland Timbers - Real Salt Lake - San Jose Earthquakes - Seattle Sounders FC - Sporting Kansas City |

## Premiação
| Lamar Hunt U.S. Open Cup de 2014       |
| -------------------------------------- |
| SEATTLE SOUDERS FC Campeão (4º título) |